# San Atanasio en Vía Tiburtina (título cardenalicio)
San Atanasio en Vía Tiburtina es un título cardenalicio de la Iglesia Católica. Fue instituido por el papa Juan Pablo II en 1991.

## Titulares
- Alexandru Todea (28 de junio de 1991 - 22 de mayo de 2002)
- Gabriel Zubeir Wako (desde 21 de octubre de 2003)

- Datos: Q3472539